# Fortnight
Fortnight är en låt av den amerikanska sångerskan Taylor Swift med rapparen och sångaren Post Malone, hämtad från Swifts elfte studioalbum, The Tortured Poets Department. Låten är skriven av Taylor Swift, Jack Antonoff och Austin Post.